# Cesare Groppo
Cesare Groppo (fl. XVI secolo) è stato uno scultore italiano.

## Biografia
Anche se di origine genovese, nacque probabilmente a Venezia. Divenne famoso soprattutto per le sue fusioni in bronzo. Nel 1603 realizzò i rilievi in bronzo del monumento funebre del doge Marino Grimani e della moglie, ora nella chiesa di San Giuseppe di Castello.
È autore anche delle statue di San Pietro e di Sant'Antonio abate poste sull'altar maggiore della chiesa di Santa Maria dei Miracoli. Inoltre con Niccolò Roccatagliata realizzò i due candelabri presenti nel presbiterio della chiesa di San Giorgio Maggiore.